# Liste der Stolpersteine in Hamburg-Altenwerder
Die Liste der Stolpersteine in Hamburg-Altenwerder enthält alle Stolpersteine, die im Rahmen des gleichnamigen Kunst-Projekts von Gunter Demnig in Hamburg-Altenwerder verlegt wurden. Mit ihnen soll Opfern des Nationalsozialismus gedacht werden, die in Hamburg-Altenwerder lebten und wirkten.
Diese Seite ist Teil der Liste der Stolpersteine in Hamburg, da diese mit insgesamt 7139 (Stand: März 2025) Steinen zu groß würde und deshalb je Stadtteil, in dem Steine verlegt wurden, eine Seite angelegt wurde.
| Adresse                   | Person(en)        | Inschrift                                                                                 | Bilder                             | Anmerkung                            |
| ------------------------- | ----------------- | ----------------------------------------------------------------------------------------- | ---------------------------------- | ------------------------------------ |
| Altenwerder Kirchweg 3a · | Rudolf Krukenbaum | Hier wohnte Rudolf Krukenbaum Jg. 1904 verhaftet 1937 KZ Sachsenhausen ermordet 17.4.1941 | Stolperstein für Rudolf Krukenbaum | Eintrag auf stolpersteine-hamburg.de |